# Rozès
Rozès település Franciaországban, Gers megyében. Lakosainak száma 113 fő (2022. január 1.). Rozès Beaucaire, Bezolles, Bonas, Castéra-Verduzan, Marambat, Saint-Paul-de-Baïse és Vic-Fezensac községekkel határos.

## Népesség
A település népessége az elmúlt években az alábbi módon változott:
| Lakosok száma | 143  | 108  | 103  | 123  | 124  | 124  | 124  | 115  | 110  | 113  |
|               | 1968 | 1982 | 1990 | 2006 | 2013 | 2015 | 2017 | 2019 | 2020 | 2022 |